# Orkest Zonder Naam

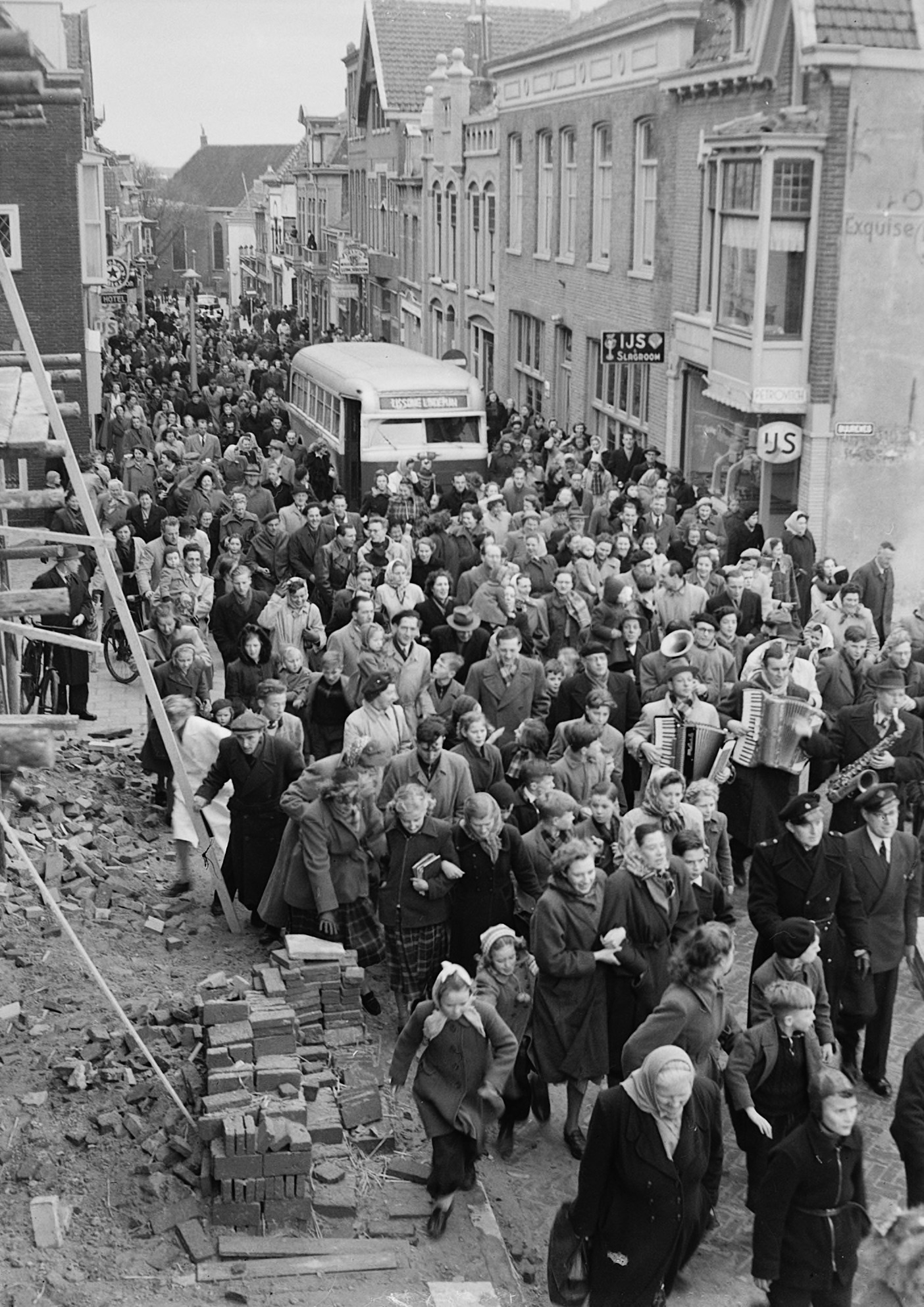
Ger de Roos met het Orkest Zonder Naam midden in een grote menigte gooit "Het ding" in de Noordzee, 1951.

Het Orkest Zonder Naam was een radio-orkest van de KRO kort voor en in de vroege jaren '50, opgericht door en onder leiding van Ger de Roos. Het eerste optreden vond plaats in november 1946. Een oproep om een naam te verzinnen, leverde duizenden reacties op, maar uiteindelijk werd Orkest Zonder Naam als officiële benaming gekozen.
Eerder, in 1932, had De Roos  al Dance and Showband The Rascals opgericht, en in 1948 richtte hij boerenkapel De Bietenbouwers op, opnieuw voor de KRO. Hij was ook samensteller van de eerste hitparade in Nederland, de KRO-hitparade. 
Het Orkest Zonder Naam werkte samen met diverse vocalisten, zoals Jany Bron, Sonja Oosterman, Jenny Roda, Yvonne Oostveen en Henk Dorel.  Deze soms wisselende vocalisten werden aangeduid als de De Marketentsters en De Musketiers. Een enkele keer nam Ger de Roos zelf een zangpartij voor zijn rekening.
Het Orkest was heel populair, maar het bleef slechts bestaan tot 1954. 
Bekende liedjes waren onder meer:
- Het Ding (1950), een Nederlandse versie van het Amerikaanse "The Thing" van Charles Grean. Met diverse stunts werd het mysterie wat het 'ding' nu precies kon zijn, levend gehouden. De Nederlandse tekst was van Dico van der Meer en Jan de Cler.

- Naar De Speeltuin (1951),  gezongen door de zevenjarige Heleentje van Cappelle en kinderkoor De Karekieten. Dit liedje was een Nederlandse bewerking van het Duitse 'Pack' die Badehose ein', door Bob Bleyenberg van een ironische tekst voorzien. Er werden meer dan 25.000 grammofoonplaten van verkocht, en werd daarmee de eerste nummer 1 van Nederland in de KRO-hitparade.

- High Noon (Do Not Forsake Me, Oh My Darlin) (1952), Nederlandse (maar Engelstalige) versie gezongen door Joop de Knegt.
- Als in Holland de sneeuwklokjes bloeien
- Wie zal dat betalen?
- Music music music
- Ziede gij me gere?[1]
- Lentekind
- Breng 's Zaterdags iets voor je vrouwtje mee
- Zeven dagen lang
- Zij had een wipneus en een kersenmond (1952), gezongen door Frits van Turenhout onder het pseudoniem Fred Starewood.
- Oh, Heideroosje (1954)